# ネアイラ
ネアイラ (古希: Νέαιρα, Neaira)、またはネアエラ (Neaera) は、紀元前4世紀・古代ギリシアのヘタイラ（高級娼婦）である。紀元前343年から340年の間に、アテナイ市民と不法な結婚をし、娘をアテナイ市民と偽っていたという疑いをかけられ、裁判に持ち込まれた。この裁判での法廷弁論の記録『ネアイラ弾劾』が現存することで知られる。
この弁論は『デモステネス弁論集』第59番として現存しているが、一般に偽作（偽デモステネス作）とされ、出廷者のアポロドロスの作とされる場合もある。この弁論は当時の娼婦についてどの資料よりも詳細であるため、古代ギリシアの都市国家における性風俗産業についての幅広い情報を読み取ることができる。

## ネアイラ弾劾
『ネアイラ弾劾』は、ネアイラの生涯の大半についての情報源である。この弁論は、ネアイラが50歳のときにアポロドロスの義理の息子テオムネストスによって起こされた訴訟に関することで、テオムネストスが行った簡単な事件の紹介を除いてアポロドロスが全文読み上げたものである。この事件は非市民であるネアイラがアテナイの市民と結婚し、自身の子どもたちをアテナイ市民として偽装しようとしていたという告発を中心に展開した。
この裁判で行われた演説はネアイラの生涯にかかわる内容のものであるが、これは告訴の内容のなかではさほど重要なものではない。告訴に含まれる、ネアイラのみだらな生活に対する詳細な情報は、アポロドロスの訴訟の根拠が弱いことを隠そうと望んで組み込まれたようである。演説によって明かされた証拠の正確さには疑問が生じており、嘘と間違いを含んでいるものとして知られている。こうした問題点にもかかわらず、この演説は古代ギリシアの洗練された娼婦の人生について多くのことを語っており、歴史家にとって古代ギリシアの女性の生涯を知ることのできる資料として非常に価値が高いものでもある。実際、これは古典世界における娼婦について最も信憑性のある現存している資料であり、当時の女性の生涯とジェンダー関係を全般的に記した最適な資料の一つである。

## 生涯

### 遊女屋の女主人ニカレテとの生活
ネアイラはおそらく紀元前4世紀の初めに生まれた。出生地は不明で、知られている限りでの人生で最初の出来事は幼い頃に遊女屋の女主人ニカレテによって奴隷として買い取られたことである。ニカレテは買い取った少女たちがヘタイラになるように育て上げ、値段を吊り上げるために娘と呼び、コリントスでともに過ごした。ニカレテとネアイラたちはペロポネソス半島にあった都市国家のコリントスでともに生活をしていた。
娼婦としてのネアイラの仕事は思春期に入る前に始まっていた。ネアイラは成人する前から売春していた、とアポロドロスが裁判中に二度述べたことが描写されているが、おそらくアポロドロスはネアイラの年齢からして当時はまだヘタイラでなかったことをここで示唆している。この時期、弁論作家のリュシアスはニカレテの遊女屋で有名な客であり、ニカレテが買い取ったネアイラとは別の少女、メタネイラの常連客でもあった。サービスに報いようと、リュシアスはアテナイで行われる宗教儀式、エレウシスの秘儀の祭りに連れて行く手はずを整え、旅の資金や儀式の入会式を受ける費用も援助した。この時12か13歳程度であったネアイラはこの2人の旅に連れて行ってもらい、女主人であるニカレテも同行した。紀元前378年に、ネアイラはパンアテナイア大祭のために再びアテナイを訪れ、この旅には北ギリシアの国テッサリアの貴族の家系であるシモスが同行した。

### ニカレテとコリントスからの旅立ち
紀元前376年頃、地元コリントスのティマノリダスとレウカス島出身のエウクラテスはニカレテから娼婦を買うにしてはとても高い価格である30ミナでネアイラを買った。その後、ティマノリダスとエウクラテスはネアイラでない女性と結婚するときに、ネアイラに20ミナで自由を買わせることに合意した。ネアイラは以前の顧客からの贈り物や借金を使い、20ミナで自由になった。この取引には、ネアイラが今後コリントスで娼婦として働かないという条件があったが、ネアイラはこれに合意した。そのため、ネアイラは自由を得るために必要だった20ミナの大部分を負担してくれたプリュニオンとともにアテナイへ向かって街を離れた。
紀元前373年までは確実にプリュニオンと生活をしていた。その年に、プリュニオンはピュティア祭で現役将軍であるカブリアスの勝利を祝うために、カブリアスが主催した宴会にネアイラを連れていった。しかし、この宴会の際中に、酒で酔って眠っていた間にネアイラはカブリアスの客人や奴隷にまでも性的暴行を受けた、とアポロドロスは述べた。この出来事とプリュニオンによる虐待が重なり、紀元前372年、ネアイラは家を離れ、衣服と宝石類、2人の女中に加えプリュニオンの財産を持ってメガラへ向かった。

### ステパノスとの生活
ネアイラはメガラでもヘタイラとして働き続け、紀元前371年にステパノスと出会った。ステパノスは自分とアテナイへ戻るならネアイラのパトロンとして活動することを提案した。アポロドロスはネアイラが2人の息子と1人の娘をアテナイに連れてきたことを主張するが、現代の専門家は問題となっている2人の息子たちは実のところ、あるアテナイの女性とステパノスの間にできた子供である、とおおよそ結論付けている。実際、クリストファー・キャリーは最低でも息子のうち1人はおそらくステパノスの嫡子であり、父親であるステパノスにちなんで名づけられたと指摘しており、ジョン・バックラーは、ネアイラの息子とされる子どもがステパノスの子か違う男の子かということに関してアポロドロスは矛盾したことを述べていたと言及している。
プリュニオンはネアイラがアテナイに戻ったことを知り、彼女をステパノスのもとから連れ戻そうと試みた。しかし、ステパノスはそれに反抗し、ネアイラはすでに自由の身であるため、プリュニオンには彼女を連れ戻す権利がないと主張した。プリュニオンは法廷で異議を唱えたが、ステパノスとの争いを和解で解決するように説得された。仲裁者はネアイラが全くの自由であり、加えて彼女が他人の束縛を受けない自由の身であると判決を下した。というのも、この判決は少なくともすべての女性市民がキュリオス（主人、世帯主）によって支配されていた社会においては極めて異例の判決であった。しかしながら、この並々ならぬ自由度の高さにもかかわらず、ネアイラは自分の意見を言わずに、同意した通りに2人の男性の間で自らの時間を割くことを強いられた。

### 裁判
紀元前343年から340年の間、ネアイラは異国人（実際にはアテナイ市民でないのに、市民であるかのように装った）であるとして、アポロドロスに代わって義理の息子であるテオムネストスによって裁判にかけられた。もしここで有罪判決を受けた場合の最悪の刑罰とは、また奴隷として売られ、財産を売却されることであった。おそらく彼女は法廷にいたが、裁判で話すことを許可されることはなかっただろう。
現存する唯一の記録は、ネアイラとステパノスに対するテオムネストスとアポロドロスによる弾劾であるが、この裁判結果は未だ不明である。この裁判のあとにネアイラがどのような人生を送ったかは記録に残っていない。現代の注釈者たちはアポロドロスの主張に欠点があることを指摘しているが、当時のアテナイでの裁判の判決は関係者がどれほど陪審員たちに受け入れてもらえるように説得できるか、また、どれだけの不正を罰せられずに逃げおおせるかにひどく依存していたため、訴訟が失敗したとは完全には言い切れないのである。